# Andesaure
L'andesaure (Andesaurus) és un gènere de dinosaure sauròpode titanosaure basal que va viure en el Cretaci en allò que actualment és Sud-amèrica. Com la majoria dels sauròpodes, hauria tingut un cap petit al final d'un llarg coll i una cua igualment llarga. L'andesaure va ser un sauròpode molt gran, com eren molts dels seus parents.